# الاعروق (تعز)
الاعروق هي إحدى قرى الجمهورية اليمنية. وهي تتبع جغرافيًا لمحافظة تعز. وإداريًا مدرية حيفان. يبلغ تعداد سكانها 4495 نسمة حسب الإحصاء الذي جرى عام 2004.

## قرى الأعروق
أولها شهرة عرار ( وهي نسبة لعرار بن همدان وأول من سكن المنطقة وسميت بإسمه كبقية بعض المناطق وكانت من قبل تسمى المنطقة بعرار) وجبل شوكة وقرية قرض و الغبيب وقرية الجيبال والأوساط والخطوة والزبيه وذؤاب والهجري والنقوب والحيفه ووعلان والبرح والعُرين والنُجيد وعكابة والقُبعة وذي سامر ورأس الوادي وغيرها وللأعروق مسـاحـة جغرافيـة واسـعة فهـي تابعـة لمحـافظـة تعـز ولهـا أمتـدادات تصل لمحافظـة عـدن ولحـج ويعيـش سكانها الأصليين فيهـا و منهــم في بقية محافظات اليمن ومنهم في خارج اليمن.

## التجارة
يعتبر سكان الاعروق من أقوى أهل اليمن في التجارة، والاقتصاد ويملكون العديد من الشركات والمصانع والمؤسسات التجارية في أنحاء اليمن و خارج اليمن.

## التضاريس
في منطقة الأعروق عدد من التضاريس الخاصة حيث الجبال الشاهقة وفيها الوديان والأنهار وفيها أنواع كثيره من المزروعات.